# Ptilocera amethystina
Ptilocera amethystina är en tvåvingeart som beskrevs av Snellen van Vollenhoven 1857. Ptilocera amethystina ingår i släktet Ptilocera och familjen vapenflugor. Inga underarter finns listade i Catalogue of Life.